# Olcinia crenifolia
Olcinia crenifolia är en insektsart som först beskrevs av Wilhem de Haan 1842.  Olcinia crenifolia ingår i släktet Olcinia och familjen vårtbitare. Inga underarter finns listade i Catalogue of Life.